# BIG6 European Football League 2014.
BIG6 European Football League je svoju prvu sezonu imala 2014. godine. 
 Sudjelovalo je šest momčadi iz Austrije, Njemačke i Švicarske koje su bile raspoređene u dvije skupine po tri momčadi u kojima su odigrale jednokružnim sustavom (po dvije utakmice). Pobjednici skupina su potom igrali završni susret - Eurobowl kojeg je osvojio Berlin Adler.

## Sudionici
- Raiffeisen Vikings Vienna - Beč
- Swarco Raiders Tirol -  Innsbruck
- Berlin Adler - Berlin
- New Yorker Lions - Braunschweig
- Dresden Monarchs - Dresden
- Calanda Broncos - Landquart

## Rezultati i ljestvice

### Skupina A
| mj. | klub                      | ut | pob | por | ner | poen+ | poen- | post. |
| --- | ------------------------- | -- | --- | --- | --- | ----- | ----- | ----- |
| 1.  | New Yorker Lions          | 2  | 1   | 1   | 0   | 30    | 24    | .500  |
| 2.  | Dresden Monarchs          | 2  | 1   | 1   | 0   | 51    | 52    | .500  |
| 3.  | Raiffeisen Vikings Vienna | 2  | 1   | 1   | 0   | 49    | 54    | .500  |

### Skupina B
| mj. | klub                 | ut | pob | por | ner | poen+ | poen- | post. |
| --- | -------------------- | -- | --- | --- | --- | ----- | ----- | ----- |
| 1.  | Berlin Adler         | 2  | 2   | 0   | 0   | 60    | 30    | 1.000 |
| 2.  | Swarco Raiders Tirol | 2  | 1   | 1   | 0   | 50    | 35    | .500  |
| 3.  | Calanda Broncos      | 2  | 0   | 2   | 0   | 37    | 82    | .000  |

### Eurobowl
| grad   | stadion                         | pobjednik    | rez.  | poraženi         |
| ------ | ------------------------------- | ------------ | ----- | ---------------- |
| Berlin | Friedrich-Ludwig-Jahn-Sportpark | Berlin Adler | 20:17 | New Yorker Lions |

## Poveznice i izvori
- BIG6 European Football League
- Eurobowl
- European Football League
- bigsix.eu  Arhivirana inačica izvorne stranice od 13. veljače 2015. (Wayback Machine)
- football-aktuell.de raspored i rezultati BIG6 European Football League 2014., pristupljeno 7. veljače 2014.